# Mercedes-Benz Classe X
La Mercedes-Benz Classe X (sigla di progetto W470) è un pick-up di grossa taglia prodotto a partire dal 2017 al 2020 dalla casa automobilistica tedesca Mercedes-Benz. È stato il primo veicolo di questa tipologia prodotto dal marchio tedesco.

## Storia e profilo

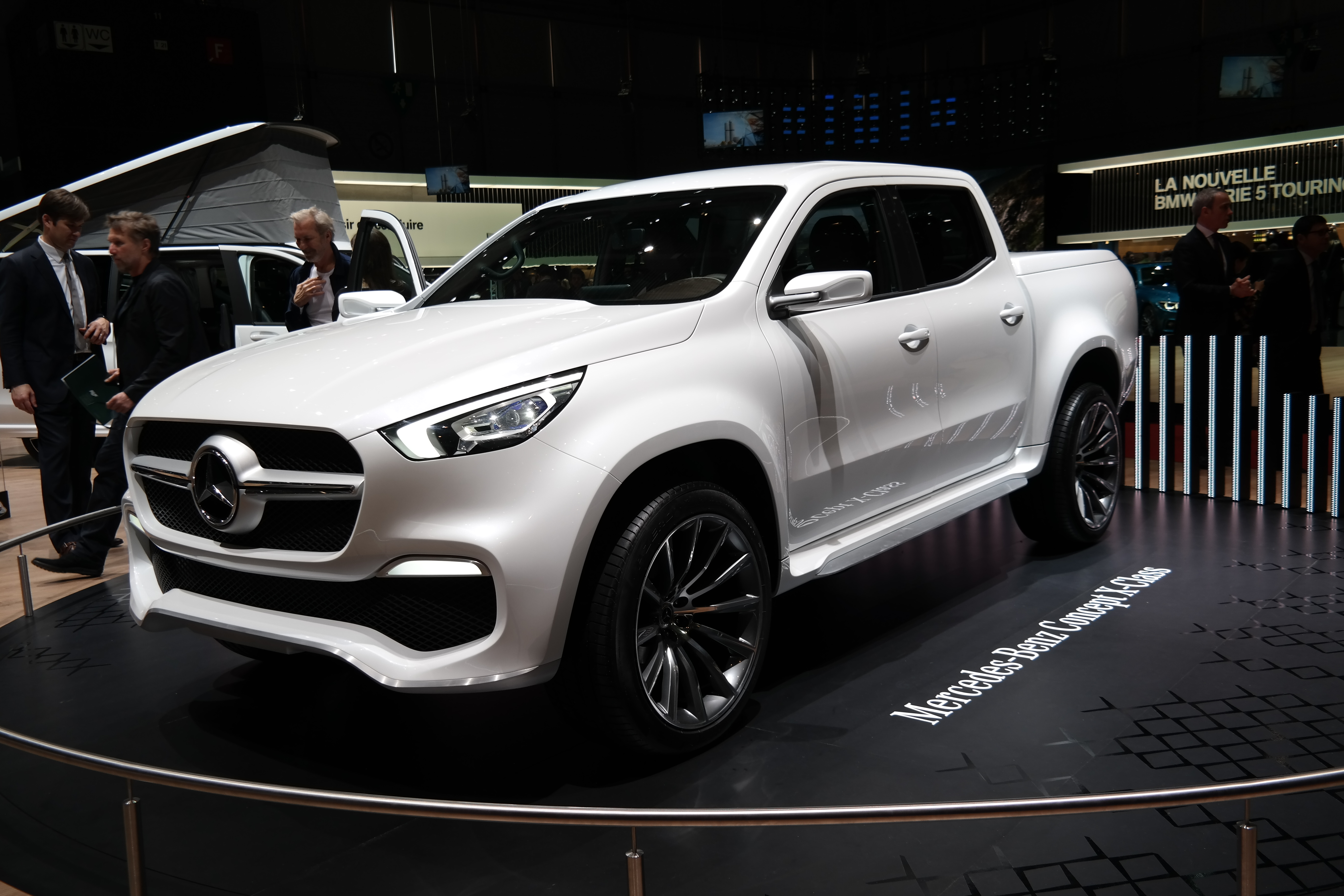
Mercedes-Benz Classe X Concept

La nascita della Classe X va inquadrata nell'ambito della joint-venture tra l'aleanza Renault-Nissan-Mitsubishi ed il gruppo Daimler AG, di cui il marchio Mercedes-Benz fa parte. La Daimler AG cercò di colmare una lacuna presente nella propria gamma, comunque assai completa e competitiva: tale lacuna riguardava la presenza di un pick-up di grossa taglia nella propria gamma. L'alleanza con il gruppo Renault-Nissan permise un punto di appoggio a favore del costruttore tedesco, visto che la Nissan produceva già da tempo la Nissan Navara. Sulla base di tale pick-up, quindi, la Daimler AG partì con l'idea di realizzare un pick-up da inserire nella propria gamma. Allo stesso modo, anche la Renault decise di inserire una vettura dello stesso tipo nella propria gamma. Presso il costruttore francese, tale pick-up prenderà il nome di Renault Alaskan, mentre presso la Daimler AG, lo stesso modello prenderà la denominazione commerciale di Classe X. Il pick-up tedesco è stato quindi per questi motivi un classico esempio di badge engineering. 
La prima concept della Classe X venne presentata a Stoccolma nel mese di ottobre del 2016, mentre la versione definitiva è stata svelata nel mese di luglio del 2017 e la commercializzazione è stata avviata il 4 novembre dello stesso anno. La produzione per i mercati europei ebbe luogo presso lo stabilimento Nissan di Barcellona, mentre la produzione destinata ai mercati sudamericani fu avviata a Córdoba (Argentina), a partire dal mese di marzo del 2018.
Nel maggio 2020 dopo solo 3 anni viene cessata la produzione, per le scarse vendite.

## Caratteristiche

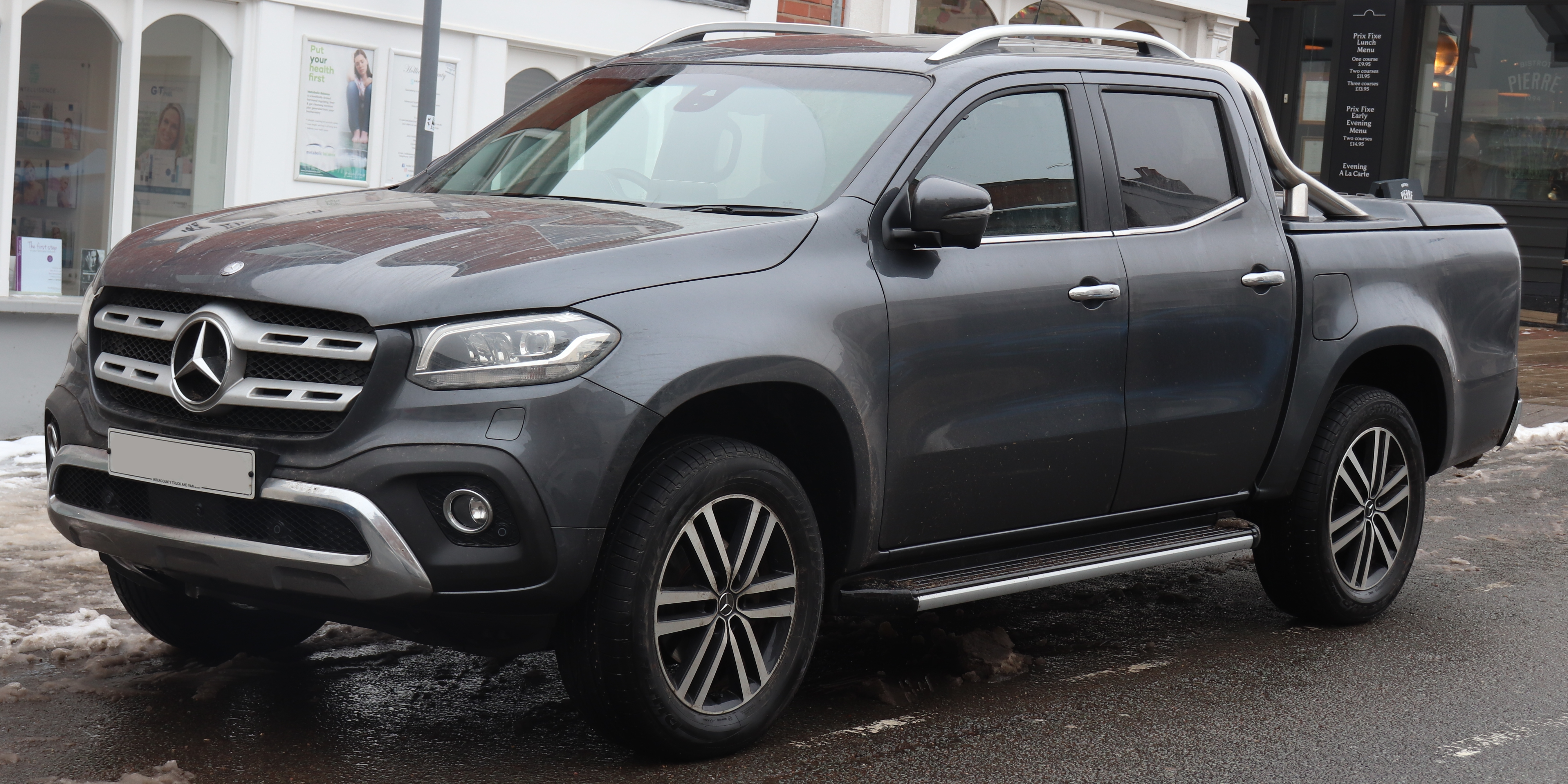
Classe X 250 d 4 Matic

Dal punto di vista tecnico, la Classe X condivideva, oltre al telaio separato a longheroni e traverse, anche il motore, la scocca e la meccanica della Nissan Navara, in seguito condivisi anche dall'omologa Renault, ossia la Alaskan. Immutati quindi gli schemi delle sospensioni, con l'avantreno a quadrilateri e il retrotreno di tipo multilink. Nel caso della Classe X, però, sono state anche effettuate alcune tarature specifiche in modo da allineare il livello di comfort agli standard Mercedes-Benz. In base alle richieste del cliente, inoltre, era possibile ottenere un assetto rialzato di 20 mm. Il cassone posteriore, delle dimensioni di 1,56 x 1,59 metri, era in grado di ospitare comodamente un europallet ed il passo di ben 3,15 metri era perfetto per creare un compromesso ideale fra la capacità di carico del cassone posteriore e l'abitabilità nelle due file di sedili posteriori.
Al suo debutto, la Classe X era prevista con un motore diesel Nissan YS23 da 2298 cm3, che presso la 'Daimler AG' assumeva la sigla OM699 e che era disponibile in due livelli di potenza, 163 e 190 CV. La trazione era posteriore, ma nelle versioni 4MATIC era possibile inserire anche l'integrale mediante un apposito comando. Il cambio era manuale a 6 marce più 6 ridotte, tranne che nella versione di punta, ossia la X 250 d 4MATIC, equipaggiata con un cambio automatico a 7 rapporti più 7 ridotte (comunque richiedibile come optional anche per le altre varianti).
Dal punto di vista estetico, la caratterizzazione più evidente stava nel frontale, chiaramente imparentato a quello delle altre Mercedes-Benz, mentre il resto della scocca tradiva la parentela con l'originario pick-up giapponese.

## Evoluzione

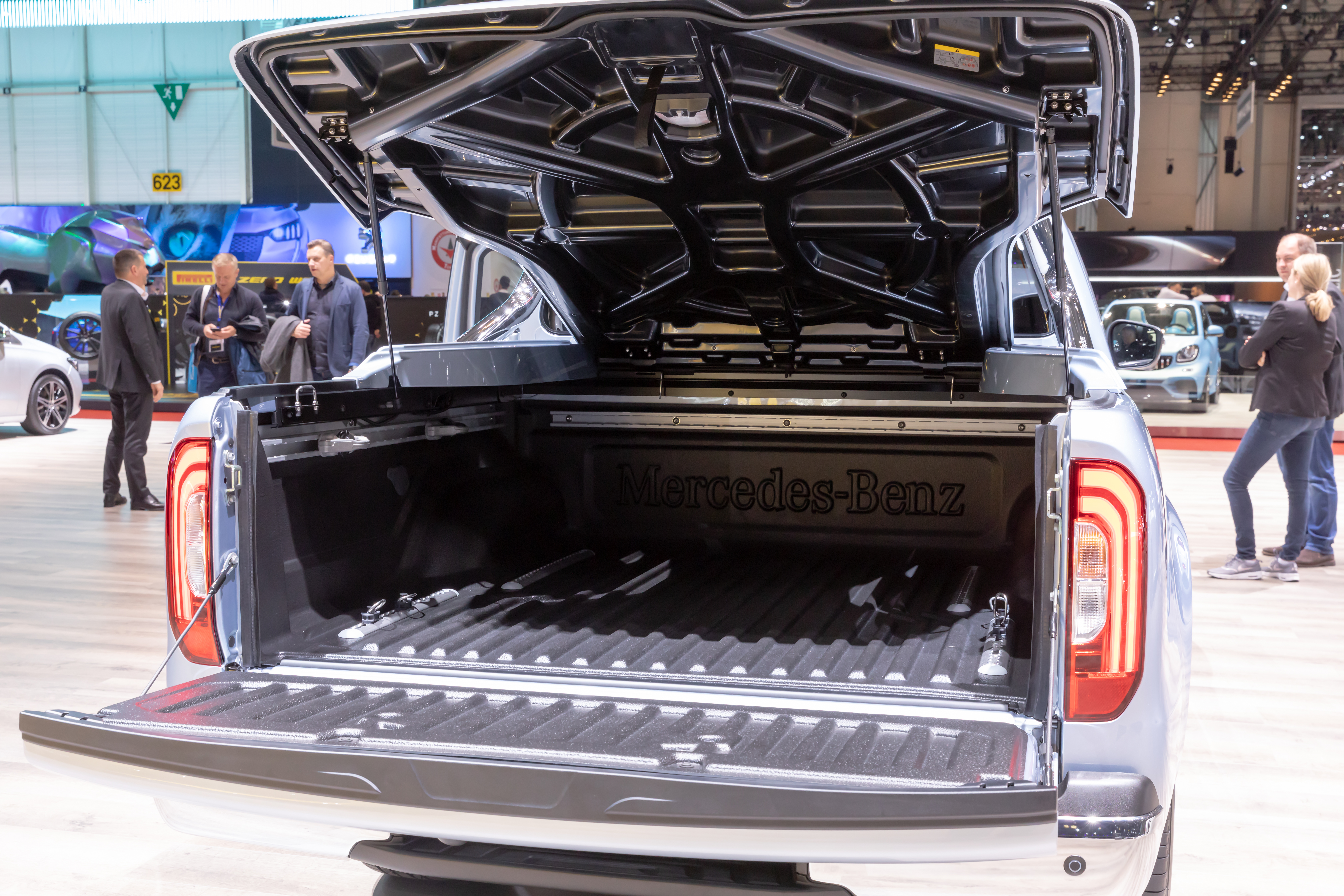
Dettaglio del cassone

Il primo ed unico aggiornamento alla gamma della Classe X durante la sua breve carriera commerciale si ebbe nel luglio del 2018 con l'arrivo della X 350 d, la prima ad essere equipaggiata con un motore interamente di produzione Mercedes-Benz, e cioè l'ormai pluricollaudata unità OM642 da 2987 cm3 in grado di erogare fino a 258 CV di potenza massima. Tale motorizzazione rimase confinata solo nell'ambito della casa di Stoccarda e non venne estesa agli altri due modelli gemelli con marchi Renault e Nissan. A differenza delle altre due versioni, la X 350 d venne prevista solo con trazione integrale. Le vendite rimasero al di sotto delle aspettative della casa tedesca tanto che la prevista espansione della produzione anche in Argentina, presso lo stabilimento Renault di Cordoba, venne cancellata. Nel 2018 ne furono venduti solo 16.700 esemplari, mentre alla fine dell'anno seguente ci fermò ad appena 15.300 unità. Così, all'inizio del 2020, la Daimler AG ha comunicato alle testate giornalistiche specializzate l'intenzione di cessare la produzione del modello nel maggio dello stesso anno. Tuttavia, questo modello rimase ancora nei listini per qualche mese allo scopo di smaltire gli stock giacenti.

## Riepilogo caratteristiche
Di seguito sono riportate le caratteristiche delle versioni che compongono la gamma della Classe X:
| Mercedes-Benz Classe X (dal 2017) |                |                  |            |                                           |                |                |            |                                   |                    |              |                     |                    |                       |                    |
| Modello                           | Sigla progetto | Motore           | Cilindrata | Alimentazione                             | Potenza CV/rpm | Coppia Nm/rpm  | Trazione   | Cambio/ N°rapporti                | Massa a vuoto (kg) | Velocità max | Acceler. 0–100 km/h | Consumo (l/100 km) | Emissioni CO2/ (g/km) | Anni di produzione |
| Versioni a gasolio                |                |                  |            |                                           |                |                |            |                                   |                    |              |                     |                    |                       |                    |
| X 220 d1                          | 470.210        | OM699DE23LA red. | 2298       | Turbodiesel iniezione diretta common rail | 163/3750       | 403/ 1500-2500 | Posteriore | Manuale 6 marce + 6 ridotte       | 2.065              | 172          | 12"5                | 7,4                | 195                   | 11/2017-05/2020    |
| X 220 d 4MATIC                    | 470.211        | OM699DE23LA red. | 2298       | Turbodiesel iniezione diretta common rail | 163/3750       | 403/ 1500-2500 | Integrale  | Manuale 6 marce + 6 ridotte       | 2.138              | 170          | 12"9                | 7,6                | 200                   | 11/2017-05/2020    |
| X 250 d                           | 470.230        | OM699DE23LA      | 2298       | Turbodiesel iniezione diretta common rail | 190/3750       | 450/ 1500-2500 | Posteriore | Manuale 6 marce + 6 ridotte       | 2.086              | 184          | 10"9                | 7,3                | 192                   | 11/2017-05/2020    |
| X 250 d 4MATIC                    | 470.231        | OM699DE23LA      | 2298       | Turbodiesel iniezione diretta common rail | 190/3750       | 450/ 1500-2500 | Integrale  | Automatico 7 rapporti + 7 ridotte | 2.159              | 176          | 11"8                | 7,9                | 207                   | 11/2017-05/2020    |
| X 350 d 4MATIC                    | 470.252        | OM642LSDE30LA    | 2987       | Turbodiesel iniezione diretta common rail | 258/3400       | 550/ 1400-3200 | Integrale  | Automatico 7 rapporti + 7 ridotte | 2.174              | 205          | 7"9                 | 9                  | 236                   | 07/2018-05/2020    |